# Lamprops augustinensis
Lamprops augustinensis is een zeekommasoort uit de familie van de Lampropidae. De wetenschappelijke naam van de soort is voor het eerst geldig gepubliceerd in 2005 door Gerken.